# Cyrtarachne latifrons
Cyrtarachne latifrons là một loài nhện trong họ Araneidae.
Loài này thuộc chi Cyrtarachne. Cyrtarachne latifrons được Henry Roughton Hogg miêu tả năm 1900.